# 예크타 나세르
예크타 나세르(페르시아어: یکتا ناصر, 영어: Yekta Naser, 1978년 11월 3일 ~ )는 이란의 배우이다.